# Llista de monuments de Girona (perifèria)
Llista de monuments de Girona inclosos en l'Inventari del Patrimoni Arquitectònic Català per als barris perifèrics del municipi de Girona, tret del barri Centre. Inclou els inscrits en el Registre de Béns Culturals d'Interès Nacional (BCIN) amb la classificació de monuments històrics, els béns culturals d'interès local (BCIL) de caràcter immoble i la resta de béns arquitectònics integrants del patrimoni cultural català.
| Monument                                                    | Protecció    | Estil/època                                                           | Localització                                                      | Coordenades                                           | Codi?         | Imatge |
| ----------------------------------------------------------- | ------------ | --------------------------------------------------------------------- | ----------------------------------------------------------------- | ----------------------------------------------------- | ------------- | --- |
| Monestir de Sant Daniel                                     | BCIN 110-MH  | Romànic XI-XIII                                                       | Girona                                                            | 41° 59′ 18″ N, 2° 50′ 01″ E / 41.988421°N,2.833572°E  | RI-51-0000552 | Monestir de Sant Daniel (Girona) · Vegeu més fotos d'aquest monument · Carregueu una nova foto d'aquest monument                                     |
| Casa Teixidor, o Casa de la Punxa                           | BCIN 134-MH  | Noucentisme Rafael Masó i Valentí XX (1918)                           | Girona C. de Santa Eugènia, 19                                    | 41° 58′ 50″ N, 2° 48′ 55″ E / 41.980645°N,2.815204°E  | RI-51-0004486 | Casa Teixidor (Girona) · Vegeu més fotos d'aquest monument · Carregueu una nova foto d'aquest monument                                               |
| Parc de la Devesa                                           | BCIN 135-JH  | Neoclassicisme-romàntic XVIII                                         | Girona                                                            | 41° 59′ 13″ N, 2° 49′ 03″ E / 41.98702°N,2.81748°E    | RI-52-0000025 | Parc de la Devesa (Girona) · Vegeu més fotos d'aquest monument · Carregueu una nova foto d'aquest monument                                           |
| Castell de Campdorà                                         | BCIN 675-MH  | XIV-XV                                                                | Girona                                                            | 42° 00′ 46″ N, 2° 50′ 38″ E / 42.01274°N,2.84375°E    | RI-51-0005863 | Castell de Campdorà (Girona) · Vegeu més fotos d'aquest monument · Carregueu una nova foto d'aquest monument                                         |
| Castell de Montjuïc                                         | BCIN 890-MH  | Barroc XVII                                                           | Girona Rda. Fort Roig                                             | 41° 59′ 37″ N, 2° 49′ 54″ E / 41.993596°N,2.831554°E  | RI-51-0005917 | Castell de Montjuïc (Girona) · Vegeu més fotos d'aquest monument · Carregueu una nova foto d'aquest monument                                         |
| Palau-sacosta, o les Torres de Palau                        | BCIN 891-MH  | Gòtic XV                                                              | Girona C. Església de Sant Miquel                                 | 41° 57′ 20″ N, 2° 49′ 28″ E / 41.955491°N,2.824458°E  | IPA-987       | Palau-Sacosta (Girona) · Vegeu més fotos d'aquest monument · Carregueu una nova foto d'aquest monument                                               |
| Can Puig                                                    | BCIN 892-MH  | XV                                                                    | Girona                                                            |                                                       | RI-51-0005919 | Carregueu una nova foto d'aquest monument |
| Torre Bonica, o Can Montiel                                 | BCIN 893-MH  | Obra popular XVI                                                      | Girona                                                            | 41° 57′ 24″ N, 2° 48′ 22″ E / 41.956560°N,2.806158°E  | RI-51-0005920 | Torre Bonica (Girona) · Vegeu més fotos d'aquest monument · Carregueu una nova foto d'aquest monument                                                |
| Can Barril                                                  | BCIN 894-MH  | XVI                                                                   | Girona Pda. Creu de Palau                                         | 41° 57′ 05″ N, 2° 48′ 41″ E / 41.95149°N,2.8114°E     | RI-51-0005921 | Can Barril (Girona) · Vegeu més fotos d'aquest monument · Carregueu una nova foto d'aquest monument                                                  |
| Torre de Taialà, Torre del Cerdà                            | BCIN 1464-MH | Obra popular XV-XVII                                                  | Girona C. Rimau, sector Germans Sabat, Taialà                     | 41° 59′ 49″ N, 2° 48′ 31″ E / 41.996811°N,2.808488°E  | RI-51-0006075 | Carregueu una nova foto d'aquest monument |
| Casa Gispert Saüch                                          |              | Noucentisme Rafael Masó i Valentí XX (1921)                           | Girona Gran Via Jaume I, 66                                       | 41° 58′ 53″ N, 2° 49′ 12″ E / 41.981486°N,2.819964°E  | IPA-21073     | Casa Gispert Saüch (Girona) · Vegeu més fotos d'aquest monument · Carregueu una nova foto d'aquest monument                                          |
| La Manola, l'Aurora                                         |              | Obra popular XVI                                                      | Girona C. de Pedret, 97                                           | 42° 00′ 02″ N, 2° 49′ 25″ E / 42.000474°N,2.823637°E  | IPA-21078     | La Manola (Girona) · Vegeu més fotos d'aquest monument · Carregueu una nova foto d'aquest monument                                                   |
| Antic Asil dels Vells                                       |              | Eclecticisme XIX                                                      | Girona C. de Pedret, 95                                           | 42° 00′ 02″ N, 2° 49′ 27″ E / 42.000452°N,2.824198°E  | IPA-21079     | Antic Asil dels Vells (Girona) · Vegeu més fotos d'aquest monument · Carregueu una nova foto d'aquest monument                                       |
| Resclosa de la Manola                                       |              | Obra popular XVI                                                      | Girona C. de Pedret                                               | 41° 59′ 52″ N, 2° 49′ 28″ E / 41.997692°N,2.824345°E  | IPA-21081     | Resclosa de la Manola (Girona) · Vegeu més fotos d'aquest monument · Carregueu una nova foto d'aquest monument                                       |
| Hospital de Sant Llàtzer                                    |              | Gòtic tardà XII, XIV, XVI                                             | Girona C. de Pedret, 150-158                                      | 41° 59′ 50″ N, 2° 49′ 29″ E / 41.997211°N,2.824769°E  | IPA-21082     | Hospital de Sant Llàtzer (Girona) · Vegeu més fotos d'aquest monument · Carregueu una nova foto d'aquest monument                                    |
| Fàbrica                                                     |              | Obra popular XIX                                                      | Girona C. de Pedret, 118                                          | 41° 59′ 41″ N, 2° 49′ 33″ E / 41.994772°N,2.825906°E  | IPA-21085     | Fàbrica (Girona) · Vegeu més fotos d'aquest monument · Carregueu una nova foto d'aquest monument                                                     |
| Cases entremitgeres de Pedret                               |              | Obra popular XVI                                                      | Girona C. de Pedret                                               | 41° 59′ 38″ N, 2° 49′ 34″ E / 41.993957°N,2.826166°E  | IPA-21086     | Cases entremitgeres de Pedret (Girona) · Vegeu més fotos d'aquest monument · Carregueu una nova foto d'aquest monument                               |
| Obelisc de Pedret                                           |              | Obra popular XVIII Inici                                              | Girona Placeta del Mig del Barri                                  | 41° 59′ 34″ N, 2° 49′ 34″ E / 41.992822°N,2.826079°E  | IPA-21087     | L'Obelisc de Pedret (Girona) · Vegeu més fotos d'aquest monument · Carregueu una nova foto d'aquest monument                                         |
| Pont de l'Aigua                                             |              | Obra popular XIV, XX                                                  | Girona Sobre el riu Ter, ctra. Palamós                            | 42° 00′ 51″ N, 2° 49′ 31″ E / 42.014216°N,2.825375°E  | IPA-21089     | Pont de l'Aigua (Girona) · Vegeu més fotos d'aquest monument · Carregueu una nova foto d'aquest monument                                             |
| Cases entremitgeres del XVI-XVII al Pont Major              |              | Obra popular XVI                                                      | Girona C. del Pont Major                                          | 42° 00′ 47″ N, 2° 49′ 34″ E / 42.013029°N,2.826114°E  | IPA-21092     | Cases entremitgeres del XVI-XVII al Pont Major (Girona) · Vegeu més fotos d'aquest monument · Carregueu una nova foto d'aquest monument              |
| Església de la Pietat                                       |              | Renaixement XVI, XX Final                                             | Girona C. del Pont Major, 75                                      | 42° 00′ 44″ N, 2° 49′ 31″ E / 42.012329°N,2.825410°E  | IPA-21095     | Església de la Pietat (Girona) · Vegeu més fotos d'aquest monument · Carregueu una nova foto d'aquest monument                                       |
| Destil·leries Regàs                                         |              | Modernisme Enric Catà i Catà XX (1908)                                | Girona C. del Pont Major, 67-73                                   | 42° 00′ 44″ N, 2° 49′ 32″ E / 42.012245°N,2.82546°E   | IPA-21096     | Destil·leries Regàs (Girona) · Vegeu més fotos d'aquest monument · Carregueu una nova foto d'aquest monument                                         |
| Casa Regàs                                                  |              | Modernisme Enric Catà i Catà XX (1916)                                | Girona C. del Pont Major, 36                                      | 42° 00′ 43″ N, 2° 49′ 32″ E / 42.012005°N,2.825519°E  | IPA-21097     | Casa Regàs (Girona) · Vegeu més fotos d'aquest monument · Carregueu una nova foto d'aquest monument                                                  |
| Pintures M. Vich                                            |              | Obra popular Enric Catà i Catà XX (1911)                              | Girona Pg. Sant Joan Bosco, 102-104                               | 42° 00′ 34″ N, 2° 49′ 31″ E / 42.009569°N,2.825266°E  | IPA-21099     | Pintures M. Vich (Girona) · Vegeu més fotos d'aquest monument · Carregueu una nova foto d'aquest monument                                            |
| Destil·leries Gerunda                                       |              | Modernisme Enric Catà i Catà XX (1911)                                | Girona Pg. Sant Joan Bosco, 59                                    | 42° 00′ 35″ N, 2° 49′ 30″ E / 42.009678°N,2.825082°E  | IPA-21100     | Destil·leries Gerunda (Girona) · Vegeu més fotos d'aquest monument · Carregueu una nova foto d'aquest monument                                       |
| Mas dels Noguers                                            |              | Obra popular XVI                                                      | Girona Pg. Sant Joan Bosco, 114                                   | 42° 00′ 36″ N, 2° 49′ 32″ E / 42.010105°N,2.825525°E  | IPA-21101     | Mas dels Noguers (Girona) · Vegeu més fotos d'aquest monument · Carregueu una nova foto d'aquest monument                                            |
| Cementiri del Pont Major                                    |              | Neoclassicisme XIX                                                    | Girona C. Illa de la Palma                                        | 42° 00′ 25″ N, 2° 49′ 20″ E / 42.006929°N,2.822324°E  | IPA-21102     | Cementiri del Pont Major (Girona) · Vegeu més fotos d'aquest monument · Carregueu una nova foto d'aquest monument                                    |
| Església dels Salesians                                     |              | Historicisme XIX Final                                                | Girona Pg. de Sant Joan Bosco                                     | 42° 00′ 14″ N, 2° 49′ 27″ E / 42.003901°N,2.824154°E  | IPA-21103     | Església dels Salesians (Girona) · Vegeu més fotos d'aquest monument · Carregueu una nova foto d'aquest monument                                     |
| Mas dels Tres Reis                                          |              | Gòtic tardà, obra popular XVI                                         | Girona C. Tres Reis, barri Pont Major                             | 42° 00′ 41″ N, 2° 49′ 44″ E / 42.011438°N,2.828827°E  | IPA-21105     | Carregueu una nova foto d'aquest monument |
| Mas de Can Negrell                                          |              | Gòtic-renaixement, obra popular XIII                                  | Girona Camí de Campdorà                                           | 42° 00′ 09″ N, 2° 50′ 06″ E / 42.002476°N,2.835100°E  | IPA-21106     | Carregueu una nova foto d'aquest monument |
| Cases Barates de Montjuïc                                   |              | Racionalisme Ricard Giralt i Casadesús XX (1933)                      | Girona Pda. Montjuïc                                              | 41° 59′ 26″ N, 2° 49′ 40″ E / 41.990633°N,2.827861°E  | IPA-21190     | Cases Barates de Montjuïc (Girona) · Vegeu més fotos d'aquest monument · Carregueu una nova foto d'aquest monument                                   |
| Col·legi Ignasi Iglesias                                    |              | Racionalisme Ricard Giralt i Casadesús XX (1932)                      | Girona Pda. Montjuïc                                              | 41° 59′ 28″ N, 2° 49′ 37″ E / 41.991004°N,2.827001°E  | IPA-21191     | Col·legi Ignasi Iglesias (Girona) · Vegeu més fotos d'aquest monument · Carregueu una nova foto d'aquest monument                                    |
| Torre de Suchet                                             |              | Obra popular XIX                                                      | Girona C. de la Torre Suchet                                      | 41° 59′ 24″ N, 2° 49′ 53″ E / 41.990024°N,2.831374°E  | IPA-21192     | Torre de Suchet (Girona) · Vegeu més fotos d'aquest monument · Carregueu una nova foto d'aquest monument                                             |
| Farmàcia R. Caldelas                                        |              | Noucentisme XX Mitjan                                                 | Girona Pl. del Marquès de Camps, 19                               | 41° 58′ 57″ N, 2° 49′ 11″ E / 41.982459°N,2.819606°E  | IPA-21195     | Farmàcia R. Caldelas (Girona) · Vegeu més fotos d'aquest monument · Carregueu una nova foto d'aquest monument                                        |
| Banc Hispano-Americano                                      |              | Monumentalisme academicista Josep Esteve i Corredor XX (1946)         | Girona Pl. del Marquès de Camps, 4                                | 41° 58′ 57″ N, 2° 49′ 09″ E / 41.982575°N,2.819238°E  | IPA-21196     | Banc Hispano-Americano (Girona) · Vegeu més fotos d'aquest monument · Carregueu una nova foto d'aquest monument                                      |
| Casa Corominas                                              |              | Noucentisme Rafael Masó i Valentí XX (1927)                           | Girona Pl. del Marquès de Camps, 2                                | 41° 58′ 57″ N, 2° 49′ 10″ E / 41.982605°N,2.819436°E  | IPA-21197     | Casa Corominas (Girona) · Vegeu més fotos d'aquest monument · Carregueu una nova foto d'aquest monument                                              |
| Antic Banc d'Espanya                                        |              | Eclecticisme Martí Sureda i Vila XX (1901)                            | Girona Pl. del Marquès de Camps, 13                               | 41° 58′ 57″ N, 2° 49′ 08″ E / 41.982449°N,2.818942°E  | IPA-21198     | Antic Banc d'Espanya (Girona) · Vegeu més fotos d'aquest monument · Carregueu una nova foto d'aquest monument                                        |
| Casa Colomer                                                |              | Noucentisme Rafael Masó i Valentí XX (1927)                           | Girona C. de Barcelona, 7                                         | 41° 58′ 53″ N, 2° 49′ 08″ E / 41.98125°N,2.818958°E   | IPA-21199     | Casa Colomer (Girona) · Vegeu més fotos d'aquest monument · Carregueu una nova foto d'aquest monument                                                |
| Garatge Forné, Garatge Seat                                 |              | Darreres tendències Joan M. de Ribot i de Balle XX (1957)             | Girona C. de Barcelona, 39 - c. Bisbe Lorenzana, 55               | 41° 58′ 44″ N, 2° 49′ 05″ E / 41.978818°N,2.818168°E  | IPA-21202     | Garatge Forné (Girona) · Vegeu més fotos d'aquest monument · Carregueu una nova foto d'aquest monument                                               |
| Dipòsits Renfe i tanca                                      |              | Arquitectura del ferro XX Inici                                       | Girona                                                            | 41° 58′ 23″ N, 2° 48′ 56″ E / 41.973130°N,2.815420°E  | IPA-21203     | Dipòsits Renfe i tanca (Girona) · Vegeu més fotos d'aquest monument · Carregueu una nova foto d'aquest monument                                      |
| Casa Montseny                                               |              | Noucentisme Antoni Montseny i Salvat XX (1919)                        | Girona C. Universitat de Montpeller, 3                            | 41° 58′ 20″ N, 2° 48′ 57″ E / 41.972324°N,2.81572°E   | IPA-21204     | Casa Montseny (Girona) · Vegeu més fotos d'aquest monument · Carregueu una nova foto d'aquest monument                                               |
| Casa Ensesa                                                 |              | Noucentisme Rafael Masó i Valentí XX (1915)                           | Girona C. de Barcelona, 68                                        | 41° 58′ 32″ N, 2° 49′ 00″ E / 41.975654°N,2.816632°E  | IPA-21205     | Casa Ensesa (Girona) · Vegeu més fotos d'aquest monument · Carregueu una nova foto d'aquest monument                                                 |
| Caseta del guarda i tanca de la Casa Ensesa                 |              | Racionalisme XX Mitjan                                                | Girona Ctra. de Barcelona, 68                                     | 41° 58′ 34″ N, 2° 49′ 00″ E / 41.975996°N,2.816589°E  | IPA-21206     | Caseta del guarda i tanca de la Casa Ensesa (Girona) · Vegeu més fotos d'aquest monument · Carregueu una nova foto d'aquest monument                 |
| Fàbrica de Pernils York, Embotits Soler                     |              | Racionalisme XX Mitjan                                                | Girona Ctra. de Barcelona, 146                                    | 41° 58′ 01″ N, 2° 48′ 46″ E / 41.966911°N,2.812795°E  | IPA-21207     | Fàbrica de Pernils York (Girona) · Vegeu més fotos d'aquest monument · Carregueu una nova foto d'aquest monument                                     |
| Casa Sarrà                                                  |              | Noucentisme Josep Esteve i Corredor XX (1928)                         | Girona C. de Barcelona, 25                                        | 41° 58′ 48″ N, 2° 49′ 07″ E / 41.979931°N,2.818539°E  | IPA-21208     | Casa Sarrà (Girona) · Vegeu més fotos d'aquest monument · Carregueu una nova foto d'aquest monument                                                  |
| Escultura a Europa                                          |              | Darreres tendències XX Final                                          | Girona Rotonda de la Devesa                                       | 41° 59′ 06″ N, 2° 49′ 02″ E / 41.984923°N,2.817178°E  | IPA-21209     | Escultura a Europa (Girona) · Vegeu més fotos d'aquest monument · Carregueu una nova foto d'aquest monument                                          |
| Xalet Tarrús                                                |              | Racionalisme Josep Maria Claret i Rubira XX (1935)                    | Girona C. de la Rutlla, 137                                       | 41° 58′ 19″ N, 2° 49′ 19″ E / 41.972001°N,2.821808°E  | IPA-21221     | Xalet Tarrús (Girona) · Vegeu més fotos d'aquest monument · Carregueu una nova foto d'aquest monument                                                |
| Bloc d'habitatges                                           |              | Darreres tendències XX Final                                          | Girona C. de la Rutlla, 11                                        | 41° 58′ 41″ N, 2° 49′ 25″ E / 41.978155°N,2.823483°E  | IPA-21222     | Bloc d'habitatges (Girona) · Vegeu més fotos d'aquest monument · Carregueu una nova foto d'aquest monument                                           |
| Església de Sant Josep                                      |              | Darreres tendències Joaquim M. Masramon i de Ventós XX (1952)         | Girona C. d'en Baldiri Reixac                                     | 41° 58′ 26″ N, 2° 49′ 26″ E / 41.974026°N,2.823756°E  | IPA-21223     | Església de Sant Josep (Girona) · Vegeu més fotos d'aquest monument · Carregueu una nova foto d'aquest monument                                      |
| Casa Joaquim Pla Cargol                                     |              | Gaietà Cabanes i Marfà XX (1928)                                      | Girona C. Lorenzana, 38                                           | 41° 58′ 44″ N, 2° 49′ 10″ E / 41.978882°N,2.819367°E  | IPA-21224     | Casa Joaquim Pla Cargol (Girona) · Vegeu més fotos d'aquest monument · Carregueu una nova foto d'aquest monument                                     |
| Col·legi Verd                                               |              | Noucentisme Ricard Giralt i Casadesús XX (1926)                       | Girona C. Lorenzana - c. Joan Maragall, 32                        | 41° 58′ 43″ N, 2° 49′ 13″ E / 41.978650°N,2.820237°E  | IPA-21225     | Col·legi Verd (Girona) · Vegeu més fotos d'aquest monument · Carregueu una nova foto d'aquest monument                                               |
| Habitatge al carrer Joan Maragall, 24                       |              | Noucentisme XX Mitjan                                                 | Girona C. Joan Maragall, 24                                       | 41° 58′ 45″ N, 2° 49′ 15″ E / 41.979128°N,2.820749°E  | IPA-21226     | Habitatge al carrer Joan Maragall, 24 (Girona) · Vegeu més fotos d'aquest monument · Carregueu una nova foto d'aquest monument                       |
| Casa López, Villa Anita                                     |              | Historicisme XX (1916)                                                | Girona C. Rutlla, 19                                              | 41° 58′ 40″ N, 2° 49′ 24″ E / 41.977704°N,2.823372°E  | IPA-21229     | Casa López (Girona) · Vegeu més fotos d'aquest monument · Carregueu una nova foto d'aquest monument                                                  |
| Casa Brunsó                                                 |              | Darreres tendències XX Final                                          | Girona C. Rutlla, 21                                              | 41° 58′ 39″ N, 2° 49′ 24″ E / 41.977578°N,2.823300°E  | IPA-21230     | Casa Brunsó (Girona) · Vegeu més fotos d'aquest monument · Carregueu una nova foto d'aquest monument                                                 |
| Casa Reglà                                                  |              | Racionalisme Isidre Bosch i Ignasi Bosch XX (1936)                    | Girona Pl. F. Calvet i Rubalcaba, 7                               | 41° 58′ 46″ N, 2° 49′ 19″ E / 41.979576°N,2.822051°E  | IPA-21232     | Casa Reglà (Girona) · Vegeu més fotos d'aquest monument · Carregueu una nova foto d'aquest monument                                                  |
| Casa Coll                                                   |              | Racionalisme Josep Maria Claret i Rubira XX (1935)                    | Girona Pl. F. Calvet i Rubalcaba, 14 - c. Ultònia                 | 41° 58′ 44″ N, 2° 49′ 20″ E / 41.978991°N,2.822348°E  | IPA-21233     | Casa Coll (Girona) · Vegeu més fotos d'aquest monument · Carregueu una nova foto d'aquest monument                                                   |
| Casa Riera                                                  |              | Noucentisme Ignasi Bosch i Reitg XX (1940)                            | Girona C. Ferran Agulló, 3                                        | 41° 58′ 52″ N, 2° 49′ 11″ E / 41.981112°N,2.819651°E  | IPA-21234     | Casa Riera (Girona) · Vegeu més fotos d'aquest monument · Carregueu una nova foto d'aquest monument                                                  |
| Can Ninetes                                                 |              | Gòtic-renaixement, obra popular XVI                                   | Girona C. Sta. Eugènia, 146                                       | 41° 58′ 40″ N, 2° 48′ 25″ E / 41.977719°N,2.807028°E  | IPA-21250     | Can Ninetes (Girona) · Vegeu més fotos d'aquest monument · Carregueu una nova foto d'aquest monument                                                 |
| Farinera Teixidor                                           |              | Modernisme Rafael Masó i Valentí XX (1911)                            | Girona C. Sta. Eugènia, 42                                        | 41° 58′ 54″ N, 2° 48′ 58″ E / 41.981667°N,2.816111°E  | IPA-21251     | Farinera Teixidor (Girona) · Vegeu més fotos d'aquest monument · Carregueu una nova foto d'aquest monument                                           |
| Cementiri Municipal de Girona                               |              | Neoclassicisme XIX Mitjan                                             | Girona Ctra. de Sant Feliu de Guíxols                             | 41° 58′ 22″ N, 2° 50′ 14″ E / 41.972744°N,2.837205°E  | IPA-21252     | Cementiri Municipal de Girona · Vegeu més fotos d'aquest monument · Carregueu una nova foto d'aquest monument                                        |
| Barri Sant Narcís                                           |              | Darreres tendències XX Mitjan                                         | Girona                                                            | 41° 58′ 30″ N, 2° 48′ 38″ E / 41.975104°N,2.810681°E  | IPA-21253     | Barri Sant Narcís (Girona) · Vegeu més fotos d'aquest monument · Carregueu una nova foto d'aquest monument                                           |
| Torre del Bell-lloc                                         |              | Obra popular, gòtic tardà XV                                          | Girona C. València                                                | 41° 58′ 08″ N, 2° 48′ 23″ E / 41.968985°N,2.806282°E  | IPA-21254     | Torre del Bell-lloc (Girona) · Vegeu més fotos d'aquest monument · Carregueu una nova foto d'aquest monument                                         |
| Casa Blanch                                                 |              | Racionalisme Emili Blanch i Reig XX (1932)                            | Girona C. Bernat Boades, 6                                        | 41° 58′ 59″ N, 2° 49′ 04″ E / 41.983037°N,2.817810°E  | IPA-21256     | Casa Blanch (Girona) · Vegeu més fotos d'aquest monument · Carregueu una nova foto d'aquest monument                                                 |
| Pont de la Barca                                            |              | Arquitectura del ferro XX Inici                                       | Girona Sobre el riu Ter                                           | 41° 59′ 25″ N, 2° 49′ 09″ E / 41.990397°N,2.819095°E  | IPA-21266     | Pont de la Barca (Girona) · Vegeu més fotos d'aquest monument · Carregueu una nova foto d'aquest monument                                            |
| Edifici de Correus i Telègrafs                              |              | Noucentisme Eusebi Bona i Enric Catà XX (1916)                        | Girona Av. Ramon Folch                                            | 41° 59′ 11″ N, 2° 49′ 22″ E / 41.98631°N,2.82278°E    | IPA-21274     | Edifici de Correus i Telègrafs (Girona) · Vegeu més fotos d'aquest monument · Carregueu una nova foto d'aquest monument                              |
| Casa Casellas                                               |              | Eclecticisme, modernisme Isidre Bosch i Bataller XX (1906)            | Girona Rda. Ferran Puig, 12-14                                    | 41° 59′ 01″ N, 2° 49′ 05″ E / 41.98367°N,2.81814°E    | IPA-21275     | Casa Casellas (Girona) · Vegeu més fotos d'aquest monument · Carregueu una nova foto d'aquest monument                                               |
| Casa Escatllar                                              |              | Racionalisme Josep Maria Claret i Rubira XX (1940)                    | Girona C. Canonge Dorca, 22-32                                    | 41° 58′ 59″ N, 2° 48′ 57″ E / 41.98306°N,2.81589°E    | IPA-21276     | Casa Escatllar (Girona) · Vegeu més fotos d'aquest monument · Carregueu una nova foto d'aquest monument                                              |
| Fàbrica Marfà                                               |              | Obra popular XIX (1898)                                               | Girona C. de Baix, 2                                              | 41° 58′ 42″ N, 2° 48′ 23″ E / 41.978286°N,2.806386°E  | IPA-21277     | Fàbrica Marfà (Girona) · Vegeu més fotos d'aquest monument · Carregueu una nova foto d'aquest monument                                               |
| Antiga estació del tren d'Olot                              |              | Eclecticisme XIX Final                                                | Girona C. Santa Eugènia                                           | 41° 58′ 50″ N, 2° 48′ 57″ E / 41.98067°N,2.81578°E    | IPA-21278     | Antiga estació del tren d'Olot (Girona) · Vegeu més fotos d'aquest monument · Carregueu una nova foto d'aquest monument                              |
| Pavelló del GEiEG, Pavelló Lluís Bachs                      |              | Darreres tendències XX Final                                          | Girona C. d'Empúries, 47                                          | 41° 58′ 18″ N, 2° 48′ 39″ E / 41.97153°N,2.81083°E    | IPA-21279     | Pavelló del GEiEG (Girona) · Vegeu més fotos d'aquest monument · Carregueu una nova foto d'aquest monument                                           |
| Edifici d'aparcaments                                       |              | Darreres tendències XX Final                                          | Girona Av. França - c. Josep Trueta                               | 41° 59′ 49″ N, 2° 49′ 12″ E / 41.99681°N,2.82000°E    | IPA-21281     | Edifici d'aparcaments (Girona) · Vegeu més fotos d'aquest monument · Carregueu una nova foto d'aquest monument                                       |
| Col·legi Joan Bruguera                                      |              | Modernisme Martí Sureda i Vila XX (1908)                              | Girona Gran Via Jaume I, 24                                       | 41° 59′ 07″ N, 2° 49′ 16″ E / 41.98514°N,2.82100°E    | IPA-21302     | Col·legi Joan Bruguera (Girona) · Vegeu més fotos d'aquest monument · Carregueu una nova foto d'aquest monument                                      |
| Casa Salvador Plaja                                         |              | Monumentalisme academicista Isidre Bosch i Bataller XX (1935)         | Girona Gran Via Jaume I, 28                                       | 41° 59′ 05″ N, 2° 49′ 14″ E / 41.984711°N,2.820498°E  | IPA-21306     | Casa Salvador Plaja (Girona) · Vegeu més fotos d'aquest monument · Carregueu una nova foto d'aquest monument                                         |
| Casa Sabater                                                |              | Modernisme Isidre Bosch i Bataller XX (1914)                          | Girona Gran Via Jaume I, 32-34                                    | 41° 59′ 03″ N, 2° 49′ 12″ E / 41.984256°N,2.820034°E  | IPA-21320     | Casa Sabater (Girona) · Vegeu més fotos d'aquest monument · Carregueu una nova foto d'aquest monument                                                |
| Banc d'Espanya                                              |              | Darreres tendències XX (1989)                                         | Girona C. Vint de Juny de 1808, 2 - c. Bonastruc                  | 41° 59′ 03″ N, 2° 49′ 10″ E / 41.984071°N,2.819564°E  | IPA-21327     | Banc d'Espanya (Girona) · Vegeu més fotos d'aquest monument · Carregueu una nova foto d'aquest monument                                              |
| Rectoria del monestir de Sant Daniel                        |              | Obra popular XIV                                                      | Girona C. de les Monges                                           | 41° 59′ 20″ N, 2° 49′ 58″ E / 41.988828°N,2.832764°E  | IPA-21334     | Rectoria del monestir de Sant Daniel (Girona) · Vegeu més fotos d'aquest monument · Carregueu una nova foto d'aquest monument                        |
| Font del Bisbe                                              |              | Obra popular XIX Inici                                                | Girona Al costat del riu Galligants i del pont medieval           | 41° 59′ 19″ N, 2° 49′ 52″ E / 41.988482°N,2.831161°E  | IPA-21338     | Font del Bisbe (Girona) · Vegeu més fotos d'aquest monument · Carregueu una nova foto d'aquest monument                                              |
| Escoles de Santa Eugènia, o Col·legi Groc                   |              | Racionalisme, noucentisme XX                                          | Girona Rotonda del pg. d'Olot, o pl. de Vic                       | 41° 58′ 37″ N, 2° 48′ 35″ E / 41.977053°N,2.809584°E  | IPA-21353     | Escoles de Santa Eugènia (Girona) · Vegeu més fotos d'aquest monument · Carregueu una nova foto d'aquest monument                                    |
| Can Prunell, Restaurant Can Guillem                         |              | Obra popular, gòtic tardà XVI                                         | Girona C. Albí, 34                                                | 41° 57′ 26″ N, 2° 49′ 07″ E / 41.957328°N,2.818710°E  | IPA-21355     | Carregueu una nova foto d'aquest monument |
| Relleu al carrer Ramon Turró, o els Dos Sants Metges        |              | Gòtic Medieval                                                        | Girona C. Ramon Turró, 1                                          | 41° 58′ 58″ N, 2° 49′ 04″ E / 41.982856°N,2.817654°E  | IPA-21370     | Relleu al carrer Ramon Turró (Girona) · Vegeu més fotos d'aquest monument · Carregueu una nova foto d'aquest monument                                |
| La Copa                                                     |              | Noucentisme XX Inici                                                  | Girona Pg. Canalejas - c. Berenguer Carnicer                      | 41° 59′ 16″ N, 2° 49′ 23″ E / 41.987859°N,2.822964°E  | IPA-21373     | La Copa (Girona) · Vegeu més fotos d'aquest monument · Carregueu una nova foto d'aquest monument                                                     |
| Habitatge al carrer Vint de Juny, 5                         |              | Noucentisme, racionalisme XX Mitjan                                   | Girona C. Vint de Juny, 5                                         | 41° 59′ 02″ N, 2° 49′ 09″ E / 41.983825°N,2.819204°E  | IPA-21393     | Habitatge al carrer Vint de Juny, 5 (Girona) · Vegeu més fotos d'aquest monument · Carregueu una nova foto d'aquest monument                         |
| Edifici Ultònia                                             |              | Monumentalisme academicista Ignasi Bosch i Reitg XX (1941)            | Girona Gran Via Jaume I, 22                                       | 41° 59′ 07″ N, 2° 49′ 16″ E / 41.985342°N,2.821239°E  | IPA-21394     | Edifici Ultònia (Girona) · Vegeu més fotos d'aquest monument · Carregueu una nova foto d'aquest monument                                             |
| Cambra de Comerç i Indústria                                |              | Monumentalisme academicista XX (1948)                                 | Girona Gran Via Jaume I, 46                                       | 41° 58′ 59″ N, 2° 49′ 10″ E / 41.983042°N,2.819544°E  | IPA-21395     | Cambra de Comerç i Indústria (Girona) · Vegeu més fotos d'aquest monument · Carregueu una nova foto d'aquest monument                                |
| Can Puaté, Torre Marcona                                    |              | Obra popular, renaixement XV, XVI                                     | Girona C. Tarragona, final c. Santiago Sobrequés                  | 41° 58′ 22″ N, 2° 48′ 36″ E / 41.972792°N,2.809904°E  | IPA-21396     | Can Puaté (Girona) · Vegeu més fotos d'aquest monument · Carregueu una nova foto d'aquest monument                                                   |
| Pou de l'Aigua                                              |              | Obra popular XX Mitjan                                                | Girona Final c. Rocacorba                                         | 41° 58′ 22″ N, 2° 48′ 38″ E / 41.972712°N,2.810525°E  | IPA-21399     | Pou de l'Aigua (Girona) · Vegeu més fotos d'aquest monument · Carregueu una nova foto d'aquest monument                                              |
| Cementiri de Sant Daniel                                    |              | XIX                                                                   | Girona                                                            | 41° 59′ 24″ N, 2° 50′ 23″ E / 41.989865°N,2.839649°E  | IPA-21407     | Cementiri de Sant Daniel (Girona) · Vegeu més fotos d'aquest monument · Carregueu una nova foto d'aquest monument                                    |
| Casa Bachs                                                  |              | Monumentalisme academicista Joaquim M. Masramon i de Ventós XX (1949) | Girona Rda. Ferran Puig - pl. Marquès de Camps, 6                 | 41° 58′ 57″ N, 2° 49′ 08″ E / 41.982439°N,2.818898°E  | IPA-21410     | Casa Bachs (Girona) · Vegeu més fotos d'aquest monument · Carregueu una nova foto d'aquest monument                                                  |
| Clínica Muñoz                                               |              | Monumentalisme academicista Joaquim M. Masramon i de Ventós XX (1946) | Girona Gran Via Jaume I, 76                                       | 41° 58′ 49″ N, 2° 49′ 15″ E / 41.980375°N,2.820938°E  | IPA-21412     | Clínica Muñoz (Girona) · Vegeu més fotos d'aquest monument · Carregueu una nova foto d'aquest monument                                               |
| Rec Monar                                                   |              | Obra popular X                                                        | Girona Paral·lel al carrer Santa Eugènia                          | 41° 58′ 42″ N, 2° 47′ 54″ E / 41.978442°N,2.798239°E  | IPA-21413     | Rec Monar (Girona) · Vegeu més fotos d'aquest monument · Carregueu una nova foto d'aquest monument                                                   |
| Mas Bru                                                     |              | Obra popular XIV                                                      | Girona Domeny                                                     | 41° 59′ 18″ N, 2° 47′ 56″ E / 41.988276°N,2.798918°E  | IPA-21414     | Carregueu una nova foto d'aquest monument |
| Bloc d'habitatges Pérez Xifra                               |              | Monumentalisme academicista XX Mitjan                                 | Girona Gran Via Jaume I, 84                                       | 41° 58′ 48″ N, 2° 49′ 19″ E / 41.979874°N,2.822023°E  | IPA-21417     | Bloc d'habitatges Pérez Xifra (Girona) · Vegeu més fotos d'aquest monument · Carregueu una nova foto d'aquest monument                               |
| Can Sagalars                                                |              | Obra popular XVI                                                      | Girona Veïnat de Can Bru, barri Domeny                            | 41° 59′ 15″ N, 2° 47′ 51″ E / 41.987497°N,2.797594°E  | IPA-21418     | Carregueu una nova foto d'aquest monument |
| Tribuna modernista de l'habitatge a la plaça Marquina, 4    |              | Modernisme XX                                                         | Girona Pl. Marquina, 4                                            | 41° 58′ 52″ N, 2° 49′ 05″ E / 41.981213°N,2.817990°E  | IPA-21420     | Tribuna modernista de l'habitatge a la plaça Marquina, 4 (Girona) · Vegeu més fotos d'aquest monument · Carregueu una nova foto d'aquest monument    |
| Edifici Policia Municipal                                   |              | Darreres tendències XX                                                | Girona C. Bacià                                                   | 41° 58′ 50″ N, 2° 49′ 13″ E / 41.980509°N,2.820195°E  | IPA-21427     | Edifici Policia Municipal (Girona) · Vegeu més fotos d'aquest monument · Carregueu una nova foto d'aquest monument                                   |
| Conjunt d'habitatges plurifamiliars de la Caixa de Pensions |              | Darreres tendències XX (1955)                                         | Girona C. Barcelona - pl. Poeta Marquina                          | 41° 58′ 49″ N, 2° 49′ 06″ E / 41.980398°N,2.818337°E  | IPA-21428     | Conjunt d'habitatges plurifamiliars de la Caixa de Pensions (Girona) · Vegeu més fotos d'aquest monument · Carregueu una nova foto d'aquest monument |
| Mas Ramada                                                  |              | Obra popular XVIII                                                    | Girona C. del Barranc                                             | 41° 58′ 13″ N, 2° 50′ 27″ E / 41.970245°N,2.840760°E  | IPA-21429     | Mas Ramada (Girona) · Vegeu més fotos d'aquest monument · Carregueu una nova foto d'aquest monument                                                  |
| Edifici Coliseu                                             |              | Darreres tendències XX                                                | Girona Pg. Canalejas                                              | 41° 59′ 12″ N, 2° 49′ 25″ E / 41.986635°N,2.823498°E  | IPA-21432     | Edifici Coliseu (Girona) · Vegeu més fotos d'aquest monument · Carregueu una nova foto d'aquest monument                                             |
| Habitatges al carrer Emili Grahit, 69                       |              | XX                                                                    | Girona C. Emili Grahit, 69                                        | 41° 58′ 28″ N, 2° 49′ 22″ E / 41.974519°N,2.822693°E  | IPA-21440     | Habitatges al carrer Emili Grahit, 69 (Girona) · Vegeu més fotos d'aquest monument · Carregueu una nova foto d'aquest monument                       |
| Pavelló GEiEG Sant Ponç                                     |              | XX Final                                                              | Girona C. de l'Esport, 16                                         | 41° 59′ 40″ N, 2° 49′ 18″ E / 41.994513°N,2.821659°E  | IPA-21443     | Pavelló GEiEG Sant Ponç (Girona) · Vegeu més fotos d'aquest monument · Carregueu una nova foto d'aquest monument                                     |
| Bloc d'habitatges a la Gran Via Jaume I, 16                 |              | Darreres tendències XX                                                | Girona Gran Via Jaume I, 16                                       | 41° 59′ 08″ N, 2° 49′ 18″ E / 41.985465°N,2.821528°E  | IPA-21450     | Bloc d'habitatges a la Gran Via Jaume I, 16 (Girona) · Vegeu més fotos d'aquest monument · Carregueu una nova foto d'aquest monument                 |
| Edifici al carrer Joan Maragall, 22                         |              | Noucentisme XX                                                        | Girona C. Joan Maragall, 22                                       | 41° 58′ 45″ N, 2° 49′ 15″ E / 41.979198°N,2.820906°E  | IPA-21451     | Edifici al carrer Joan Maragall, 22 (Girona) · Vegeu més fotos d'aquest monument · Carregueu una nova foto d'aquest monument                         |
| Església dels Claretians                                    |              | Darreres tendències XX                                                | Girona C. Joan Maragall, 23                                       | 41° 58′ 46″ N, 2° 49′ 17″ E / 41.979453°N,2.821424°E  | IPA-21452     | Església dels Claretians (Girona) · Vegeu més fotos d'aquest monument · Carregueu una nova foto d'aquest monument                                    |
| Cent Llars                                                  |              | Darreres tendències XX                                                | Girona C. J. Reglà - c. Rutlla - pl. Lluís Companys               | 41° 58′ 17″ N, 2° 49′ 20″ E / 41.971312°N,2.822279°E  | IPA-21455     | Cent Llars (Girona) · Vegeu més fotos d'aquest monument · Carregueu una nova foto d'aquest monument                                                  |
| Pavelló Firal de Girona                                     |              | Darreres tendències XX Final                                          | Girona C. Joaquim Vayreda - Devesa                                | 41° 59′ 06″ N, 2° 48′ 42″ E / 41.985112°N,2.811648°E  | IPA-21456     | Pavelló Firal de Girona · Vegeu més fotos d'aquest monument · Carregueu una nova foto d'aquest monument                                              |
| Edifici d'habitatges al carrer Juli Garreta, 4-6            |              | Monumentalisme academicista XX                                        | Girona C. Juli Garreta, 4 i 6                                     | 41° 58′ 47″ N, 2° 49′ 10″ E / 41.979720°N,2.819413°E  | IPA-21457     | Edifici d'habitatges al carrer Juli Garreta, 4-6 (Girona) · Vegeu més fotos d'aquest monument · Carregueu una nova foto d'aquest monument            |
| Edifici Torho                                               |              | Darreres tendències XX Final                                          | Girona C. Manel Quer, 6 i 8                                       | 41° 58′ 33″ N, 2° 49′ 03″ E / 41.975696°N,2.817499°E  | IPA-21460     | Edifici Torho (Girona) · Vegeu més fotos d'aquest monument · Carregueu una nova foto d'aquest monument                                               |
| Can Sarasa, Laborometal                                     |              | Racionalisme XX                                                       | Girona C. del Riu Güell, 2                                        | 41° 59′ 09″ N, 2° 49′ 11″ E / 41.985897°N,2.819616°E  | IPA-21471     | Can Sarasa (Girona) · Vegeu més fotos d'aquest monument · Carregueu una nova foto d'aquest monument                                                  |
| Bloc d'habitatges al carrer Güell, 122                      |              | Darreres tendències XX Final                                          | Girona C. Güell, 122                                              | 41° 58′ 41″ N, 2° 48′ 36″ E / 41.978160°N,2.809894°E  | IPA-21472     | Bloc d'habitatges al carrer Güell, 122 (Girona) · Vegeu més fotos d'aquest monument · Carregueu una nova foto d'aquest monument                      |
| Casa Fita, Expoart                                          |              | Darreres tendències XX                                                | Girona C. Abat Escarré, 6                                         | 41° 59′ 45″ N, 2° 49′ 49″ E / 41.995895°N,2.830314°E  | IPA-21480     | Carregueu una nova foto d'aquest monument |
| Església parroquial de Sant Jaume                           |              | Romànic, neoclassicisme XII                                           | Girona Pl. Constitució, Campdorà                                  | 42° 00′ 47″ N, 2° 50′ 39″ E / 42.012928°N,2.844156°E  | IPA-21486     | Església parroquial de Sant Jaume (Girona) · Vegeu més fotos d'aquest monument · Carregueu una nova foto d'aquest monument                           |
| Rectoria de Campdorà                                        |              | Obra popular XIX                                                      | Girona Pl. Constitució, Campdorà                                  | 42° 00′ 46″ N, 2° 50′ 40″ E / 42.012901°N,2.844350°E  | IPA-21487     | Rectoria de Campdorà (Girona) · Vegeu més fotos d'aquest monument · Carregueu una nova foto d'aquest monument                                        |
| Cadafalc de Sardanes                                        |              | Obra popular XIX                                                      | Girona Pl. de la Constitució, Campdorà                            | 42° 00′ 46″ N, 2° 50′ 38″ E / 42.012779°N,2.843885°E  | IPA-21488     | Cadafalc de Sardanes (Girona) · Vegeu més fotos d'aquest monument · Carregueu una nova foto d'aquest monument                                        |
| Tanca i font del Balneari de Campdorà                       |              | Modernisme XIX                                                        | Girona Campdorà                                                   | 42° 01′ 25″ N, 2° 51′ 00″ E / 42.023700°N,2.850112°E  | IPA-21489     | Tanca i font del Balneari de Campdorà (Girona) · Vegeu més fotos d'aquest monument · Carregueu una nova foto d'aquest monument                       |
| Can Boada                                                   |              | Obra popular XVIII                                                    | Girona Campdorà                                                   | 42° 01′ 10″ N, 2° 50′ 26″ E / 42.019484°N,2.840426°E  | IPA-21490     | Carregueu una nova foto d'aquest monument |
| Can Bàscara                                                 |              | Obra popular XVIII                                                    | Girona Campdorà                                                   | 42° 01′ 00″ N, 2° 50′ 38″ E / 42.016611°N,2.843942°E  | IPA-21491     | Carregueu una nova foto d'aquest monument |
| Antiga Estació del Tren Petit a Palamós                     |              | Eclecticisme XIX                                                      | Girona Pla de Campdorà                                            | 42° 01′ 33″ N, 2° 50′ 37″ E / 42.025874°N,2.843563°E  | IPA-21492     | Antiga Estació del Tren Petit a Palamós (Girona) · Vegeu més fotos d'aquest monument · Carregueu una nova foto d'aquest monument                     |
| Can Grabuleda                                               |              | Obra popular XVII                                                     | Girona Campdorà                                                   | 42° 01′ 01″ N, 2° 50′ 38″ E / 42.016940°N,2.843965°E  | IPA-21493     | Carregueu una nova foto d'aquest monument |
| Mas Grau                                                    |              | Obra popular XVII                                                     | Girona Campdorà                                                   | 42° 01′ 04″ N, 2° 50′ 38″ E / 42.017652°N,2.843951°E  | IPA-21494     | Carregueu una nova foto d'aquest monument |
| Can Pagès                                                   |              | Obra popular XVIII Mitjan                                             | Girona Campdorà                                                   | 42° 00′ 58″ N, 2° 50′ 40″ E / 42.016094°N,2.844414°E  | IPA-21495     | Carregueu una nova foto d'aquest monument |
| Can Peres                                                   |              | Obra popular XVII                                                     | Girona C. Església, 4, Campdorà                                   | 42° 00′ 52″ N, 2° 50′ 39″ E / 42.014405°N,2.844177°E  | IPA-21496     | Carregueu una nova foto d'aquest monument |
| Cal Rei                                                     |              | Obra popular XVIII                                                    | Girona Campdorà                                                   | 42° 00′ 15″ N, 2° 50′ 35″ E / 42.004050°N,2.843079°E  | IPA-21497     | Carregueu una nova foto d'aquest monument |
| Can Ribes                                                   |              | Obra popular XVII                                                     | Girona Campdorà                                                   | 42° 00′ 50″ N, 2° 50′ 37″ E / 42.013828°N,2.843550°E  | IPA-21498     | Carregueu una nova foto d'aquest monument |
| Can Sunyer                                                  |              | Obra popular XVII, XX                                                 | Girona C. Església, 2, Campdorà                                   | 42° 00′ 52″ N, 2° 50′ 39″ E / 42.014558°N,2.844116°E  | IPA-21499     | Can Sunyer (Girona) · Vegeu més fotos d'aquest monument · Carregueu una nova foto d'aquest monument                                                  |
| Farinera Vinyals                                            |              | Eclecticisme XIX                                                      | Girona Pla de Campdorà                                            | 42° 01′ 42″ N, 2° 50′ 45″ E / 42.028255°N,2.845720°E  | IPA-21500     | Farinera Vinyals (Girona) · Vegeu més fotos d'aquest monument · Carregueu una nova foto d'aquest monument                                            |
| Can Xaparí                                                  |              | Obra popular XVIII                                                    | Girona Campdorà                                                   |                                                       | IPA-21501     | Carregueu una nova foto d'aquest monument |
| Can Llinars                                                 |              | Obra popular XVIII                                                    | Girona Camí dels Àngels                                           | 41° 59′ 19″ N, 2° 50′ 38″ E / 41.988556°N,2.843998°E  | IPA-21512     | Carregueu una nova foto d'aquest monument |
| Habitatge al carrer de Baix, 26                             |              | Obra popular XVIII                                                    | Girona C. de Baix, 26                                             | 41° 58′ 39″ N, 2° 48′ 22″ E / 41.977559°N,2.806057°E  | IPA-21513     | Habitatge al carrer de Baix, 26 (Girona) · Vegeu més fotos d'aquest monument · Carregueu una nova foto d'aquest monument                             |
| Edifici Catalunya Ràdio                                     |              | Monumentalisme academicista Joaquim M. Masramon i de Ventós XX (1940) | Girona C. de Barcelona, 33                                        | 41° 58′ 46″ N, 2° 49′ 06″ E / 41.979358°N,2.818291°E  | IPA-21514     | Edifici Catalunya Ràdio (Girona) · Vegeu més fotos d'aquest monument · Carregueu una nova foto d'aquest monument                                     |
| Bloc Marull                                                 |              | Eclecticisme Isidre Bosch i Bataller XX (1907)                        | Girona Ronda Ferran Puig, 24                                      | 41° 59′ 03″ N, 2° 49′ 04″ E / 41.984176°N,2.8177786°E | IPA-21518     | Bloc Marull (Girona) · Vegeu més fotos d'aquest monument · Carregueu una nova foto d'aquest monument                                                 |
| Restaurant la Font                                          |              | Eclecticisme XIX                                                      | Girona C. la Font de l'Abat                                       | 41° 59′ 38″ N, 2° 49′ 05″ E / 41.993795°N,2.818124°E  | IPA-21519     | Carregueu una nova foto d'aquest monument |
| Paratge de la Font del Ferro                                |              | Obra popular XIX Mitjan                                               | Girona Font del Ferro                                             | 41° 59′ 30″ N, 2° 50′ 43″ E / 41.991588°N,2.845282°E  | IPA-21521     | Paratge de la Font del Ferro (Girona) · Vegeu més fotos d'aquest monument · Carregueu una nova foto d'aquest monument                                |
| Mas Bonet                                                   |              | Obra popular XVII                                                     | Girona Germans Sàbat                                              | 41° 59′ 59″ N, 2° 48′ 21″ E / 41.999603°N,2.805767°E  | IPA-21536     | Carregueu una nova foto d'aquest monument |
| Can Portalló                                                |              | Obra popular XVIII                                                    | Girona Germans Sàbat                                              | 41° 59′ 59″ N, 2° 48′ 24″ E / 41.999739°N,2.806672°E  | IPA-21537     | Carregueu una nova foto d'aquest monument |
| Habitatge al carrer Juli Garreta, 7                         |              | Eclecticisme XX                                                       | Girona C. Juli Garreta, 7                                         | 41° 58′ 46″ N, 2° 49′ 10″ E / 41.979409°N,2.819517°E  | IPA-21541     | Habitatge al carrer Juli Garreta, 7 (Girona) · Vegeu més fotos d'aquest monument · Carregueu una nova foto d'aquest monument                         |
| Habitatge al carrer Lorenzana, 49                           |              | Monumentalisme academicista XX                                        | Girona C. Lorenzana, 49                                           | 41° 58′ 44″ N, 2° 49′ 08″ E / 41.978774°N,2.818891°E  | IPA-21543     | Habitatge al carrer Lorenzana, 49 (Girona) · Vegeu més fotos d'aquest monument · Carregueu una nova foto d'aquest monument                           |
| Habitatge al carrer Lorenzana, 51                           |              | Eclecticisme XX                                                       | Girona C. Lorenzana, 51                                           | 41° 58′ 44″ N, 2° 49′ 08″ E / 41.978782°N,2.818794°E  | IPA-21544     | Habitatge al carrer Lorenzana, 51 (Girona) · Vegeu més fotos d'aquest monument · Carregueu una nova foto d'aquest monument                           |
| Can Gepeta                                                  |              | Eclecticisme XVII                                                     | Girona C. de les Monges, 21-23-25-27                              | 41° 59′ 25″ N, 2° 50′ 05″ E / 41.990335°N,2.834843°E  | IPA-21546     | Can Gepeta (Girona) · Vegeu més fotos d'aquest monument · Carregueu una nova foto d'aquest monument                                                  |
| Castell de Sant Miquel                                      |              | Gòtic XV                                                              | Girona Puig Castellar                                             | 42° 00′ 25″ N, 2° 51′ 44″ E / 42.006853°N,2.862118°E  | IPA-21551     | Castell de Sant Miquel (Girona) · Vegeu més fotos d'aquest monument · Carregueu una nova foto d'aquest monument                                      |
| Habitatge a la carretera de Santa Eugènia, 76               |              | Eclecticisme XIX                                                      | Girona Ctra. de Santa Eugènia, 76                                 | 41° 58′ 48″ N, 2° 48′ 46″ E / 41.980083°N,2.812912°E  | IPA-21555     | Habitatge a la carretera de Santa Eugènia, 76 (Girona) · Vegeu més fotos d'aquest monument · Carregueu una nova foto d'aquest monument               |
| Plaça de les Sardanes                                       |              | Obra popular XVIII                                                    | Girona Pl. de les Sardanes, Sant Daniel                           | 41° 59′ 15″ N, 2° 50′ 20″ E / 41.987410°N,2.839003°E  | IPA-21558     | Plaça de les Sardanes (Girona) · Vegeu més fotos d'aquest monument · Carregueu una nova foto d'aquest monument                                       |
| Llinda al carrer del Segle XVI, 5                           |              | Obra popular XVIII Inici                                              | Girona C. del Segle XVI, 5                                        | 41° 59′ 21″ N, 2° 50′ 01″ E / 41.989041°N,2.833663°E  | IPA-21560     | Llinda al carrer del Segle XVI, 5 (Girona) · Vegeu més fotos d'aquest monument · Carregueu una nova foto d'aquest monument                           |
| Torre Millàs, Cal Gras                                      |              | Obra popular XVIII                                                    | Girona Darrera el col·legi dels Maristes La Immaculada            | 41° 58′ 46″ N, 2° 48′ 32″ E / 41.979556°N,2.808997°E  | IPA-21561     | Torre Millàs (Girona) · Vegeu més fotos d'aquest monument · Carregueu una nova foto d'aquest monument                                                |
| Capella del Calvari                                         |              | Historicisme XIX                                                      | Girona C. Torre Gironella, muntanya del Calvari                   | 41° 59′ 02″ N, 2° 50′ 07″ E / 41.983959°N,2.835363°E  | IPA-21564     | Capella del Calvari (Girona) · Vegeu més fotos d'aquest monument · Carregueu una nova foto d'aquest monument                                         |
| Mas Amat                                                    |              | Obra popular XVIII                                                    | Girona Accés a l'A-7, ctra. de Quart                              | 41° 57′ 03″ N, 2° 48′ 44″ E / 41.950901°N,2.812219°E  | IPA-21565     | Mas Amat (Girona) · Vegeu més fotos d'aquest monument · Carregueu una nova foto d'aquest monument                                                    |
| La Pabordia                                                 |              | Obra popular XVI                                                      | Girona Accés a l'A-7, ctra. a Quart                               | 41° 57′ 24″ N, 2° 48′ 42″ E / 41.956695°N,2.811568°E  | IPA-21566     | Carregueu una nova foto d'aquest monument |
| Torre Sampsona                                              |              | Gòtic XV, XX                                                          | Girona C. Falgàs, darrera mercaderies RENFE, l'Avellaneda         | 41° 57′ 10″ N, 2° 48′ 16″ E / 41.952788°N,2.804503°E  | IPA-21567     | Torre Sampsona (Girona) · Vegeu més fotos d'aquest monument · Carregueu una nova foto d'aquest monument                                              |
| Can Balmes                                                  |              | Gòtic XX                                                              | Girona Ctra. de Santa Coloma, 125, Bell-lloc del Pla              | 41° 57′ 56″ N, 2° 48′ 32″ E / 41.965554°N,2.809020°E  | IPA-21568     | Can Balmes (Girona) · Vegeu més fotos d'aquest monument · Carregueu una nova foto d'aquest monument                                                  |
| Can Benet                                                   |              | Obra popular XVIII                                                    | Girona Veïnat de Can Bru, Domeny                                  | 41° 59′ 12″ N, 2° 47′ 49″ E / 41.986793°N,2.796897°E  | IPA-21571     | Carregueu una nova foto d'aquest monument |
| Can Clarà                                                   |              | Obra popular XVIII                                                    | Girona Veïnat de Can Bru, Domeny                                  | 41° 59′ 19″ N, 2° 47′ 58″ E / 41.988662°N,2.799534°E  | IPA-21572     | Carregueu una nova foto d'aquest monument |
| Can Peirot                                                  |              | Obra popular XVIII Inici                                              | Girona Veïnat de Can Bru, Domeny                                  | 41° 59′ 20″ N, 2° 48′ 00″ E / 41.988812°N,2.799908°E  | IPA-21573     | Carregueu una nova foto d'aquest monument |
| Menjadors de l'Escola de la Font de la Pólvora              |              | Darreres tendències XX                                                | Girona Av. de la Font de la Pólvora                               | 41° 58′ 27″ N, 2° 50′ 35″ E / 41.974301°N,2.843188°E  | IPA-21574     | Carregueu una nova foto d'aquest monument |
| Can Torró                                                   |              | Gòtic tardà XVI                                                       | Girona Font de la Pólvora                                         | 41° 58′ 37″ N, 2° 50′ 39″ E / 41.977050°N,2.844099°E  | IPA-21575     | Carregueu una nova foto d'aquest monument |
| Politècnica de Girona                                       |              | Darreres tendències XX                                                | Girona C. d'en Lluís Santaló                                      | 41° 57′ 51″ N, 2° 49′ 48″ E / 41.964263°N,2.830131°E  | IPA-21576     | Politècnica de Girona · Vegeu més fotos d'aquest monument · Carregueu una nova foto d'aquest monument                                                |
| Casa Dolera-Lajo                                            |              | Darreres tendències XX Mitjan                                         | Girona C. Creu de Palau, 96                                       | 41° 57′ 31″ N, 2° 49′ 11″ E / 41.958514°N,2.819624°E  | IPA-21577     | Carregueu una nova foto d'aquest monument |
| Escoles de Palau                                            |              | XX                                                                    | Girona Ctra. Creu de Palau, 43                                    | 41° 57′ 53″ N, 2° 49′ 16″ E / 41.964779°N,2.821151°E  | IPA-21578     | Carregueu una nova foto d'aquest monument |
| Església de Sant Miquel                                     |              | Historicisme Isidre Bosch i Bataller XX (1941)                        | Girona C. de l'Església de Sant Miquel                            | 41° 57′ 25″ N, 2° 49′ 20″ E / 41.956949°N,2.822299°E  | IPA-21579     | Església de Sant Miquel (Girona) · Vegeu més fotos d'aquest monument · Carregueu una nova foto d'aquest monument                                     |
| Residència per a Pensionistes                               |              | Darreres tendències XX Final                                          | Girona C. de l'Església de Sant Miquel                            | 41° 57′ 29″ N, 2° 49′ 26″ E / 41.958120°N,2.823963°E  | IPA-21581     | Carregueu una nova foto d'aquest monument |
| Ca l'Abella                                                 |              | Obra popular XIX                                                      | Girona Urb. Mas Abella                                            | 41° 57′ 57″ N, 2° 49′ 26″ E / 41.965951°N,2.823935°E  | IPA-21582     | Carregueu una nova foto d'aquest monument |
| Torre Rafaela, Can Quintana                                 |              | Eclecticisme XIX                                                      | Girona C. Riu Cardener, urb. Torre Rafaela                        | 41° 57′ 50″ N, 2° 49′ 00″ E / 41.963841°N,2.816652°E  | IPA-21583     | Torre Rafaela (Girona) · Vegeu més fotos d'aquest monument · Carregueu una nova foto d'aquest monument                                               |
| Can Conill, Can Bellsolà                                    |              | Obra popular XVIII                                                    | Girona C. Montnegre                                               | 41° 57′ 57″ N, 2° 48′ 08″ E / 41.965889°N,2.802315°E  | IPA-21586     | Carregueu una nova foto d'aquest monument |
| Can Devesa, antiga Torre Vedruna                            |              | Obra popular XVII, XIX                                                | Girona C. Torre Vedruna, ctra. de Santa Coloma                    | 41° 57′ 42″ N, 2° 48′ 07″ E / 41.961691°N,2.801930°E  | IPA-21588     | Can Devesa (Girona) · Vegeu més fotos d'aquest monument · Carregueu una nova foto d'aquest monument                                                  |
| Can Palahí                                                  |              | Obra popular XVII                                                     | Girona C. Montnegre                                               | 41° 59′ 45″ N, 2° 50′ 23″ E / 41.995949°N,2.839827°E  | IPA-21590     | Carregueu una nova foto d'aquest monument |
| Can Sureda                                                  |              | Gòtic XVII                                                            | Girona C.. Montnegre                                              | 41° 59′ 18″ N, 2° 47′ 25″ E / 41.988380°N,2.790233°E  | IPA-21591     | Carregueu una nova foto d'aquest monument |
| Obra Social Sagrada Família                                 |              | Racionalisme XX                                                       | Girona Ctra. Sant Feliu                                           | 41° 58′ 11″ N, 2° 50′ 31″ E / 41.969706°N,2.841859°E  | IPA-21593     | Obra Social Sagrada Família (Girona) · Vegeu més fotos d'aquest monument · Carregueu una nova foto d'aquest monument                                 |
| Hostal de l'Avellaneda                                      |              | Obra popular XVII                                                     | Girona C. Barcelona, 483                                          | 41° 57′ 00″ N, 2° 48′ 23″ E / 41.950037°N,2.806435°E  | IPA-39690     | Carregueu una nova foto d'aquest monument |
| Can Vilà                                                    |              | Obra popular XVIII Inici                                              | Girona Sant Daniel                                                | 42° 00′ 03″ N, 2° 50′ 51″ E / 42.000697°N,2.847519°E  | IPA-21516     | Carregueu una nova foto d'aquest monument |
| Can Canals                                                  |              | Obra popular XIX                                                      | Girona Veïnat de Carme Auguet, Sant Daniel                        | 41° 59′ 24″ N, 2° 50′ 18″ E / 41.990129°N,2.838441°E  | IPA-21522     | Can Canals (Girona) · Vegeu més fotos d'aquest monument · Carregueu una nova foto d'aquest monument                                                  |
| Can Coll                                                    |              | Obra popular XVIII                                                    | Girona Camí de la Font del Ferro, Sant Daniel                     | 41° 59′ 19″ N, 2° 50′ 18″ E / 41.988697°N,2.838445°E  | IPA-21523     | Can Coll (Girona) · Vegeu més fotos d'aquest monument · Carregueu una nova foto d'aquest monument                                                    |
| Can Miralles                                                |              | Obra popular XVIII Inici                                              | Girona Camí de la Font del Ferro, Sant Daniel                     | 41° 59′ 45″ N, 2° 50′ 46″ E / 41.995912°N,2.846129°E  | IPA-21524     | Can Miralles (Girona) · Vegeu més fotos d'aquest monument · Carregueu una nova foto d'aquest monument                                                |
| Manso Pi, Can García                                        |              | Obra popular XVII                                                     | Girona Camí de la Font del Ferro, Sant Daniel                     | 41° 59′ 24″ N, 2° 50′ 31″ E / 41.990111°N,2.842014°E  | IPA-21525     | Manso Pi (Girona) · Vegeu més fotos d'aquest monument · Carregueu una nova foto d'aquest monument                                                    |
| Antic Mas Preses                                            |              | Gòtic-renaixement, obra popular XVI                                   | Girona Veïnat de Carme Auguet, Sant Daniel                        | 41° 59′ 22″ N, 2° 50′ 17″ E / 41.989373°N,2.837922°E  | IPA-21526     | Antic Mas Preses (Girona) · Vegeu més fotos d'aquest monument · Carregueu una nova foto d'aquest monument                                            |
| Cal Tet                                                     |              | Obra popular XVIII                                                    | Girona Camí de la Font del Ferro, Sant Daniel                     | 41° 59′ 26″ N, 2° 50′ 18″ E / 41.990682°N,2.838451°E  | IPA-21527     | Cal Tet (Girona) · Vegeu més fotos d'aquest monument · Carregueu una nova foto d'aquest monument                                                     |
| Font de les Curculles                                       |              | XIX                                                                   | Girona Camí de la Font dels Lleons, Sant Daniel                   | 41° 59′ 08″ N, 2° 50′ 14″ E / 41.985497°N,2.837197°E  | IPA-21528     | Font de les Curculles (Girona) · Vegeu més fotos d'aquest monument · Carregueu una nova foto d'aquest monument                                       |
| Torre Mirona, Mas de la Torre d'en Rosés                    |              | Obra popular XVI                                                      | Girona Camí de la Font dels Lleons, Sant Daniel                   | 41° 59′ 05″ N, 2° 50′ 43″ E / 41.984662°N,2.845154°E  | IPA-21531     | Carregueu una nova foto d'aquest monument |
| Mas Vives                                                   |              | Obra popular XVII                                                     | Girona Camí de la Font dels Lleons, Sant Daniel                   | 41° 59′ 06″ N, 2° 50′ 26″ E / 41.985077°N,2.840525°E  | IPA-21533     | Carregueu una nova foto d'aquest monument |
| Escoles de Sant Daniel                                      |              | Eclecticisme XX Inici                                                 | Girona C. de les Monges, Sant Daniel                              | 41° 59′ 23″ N, 2° 50′ 06″ E / 41.989696°N,2.835083°E  | IPA-21547     | Escoles de Sant Daniel (Girona) · Vegeu més fotos d'aquest monument · Carregueu una nova foto d'aquest monument                                      |
| Can Redresa                                                 |              | XX                                                                    | Girona C. de Sant Daniel, 13                                      | 41° 59′ 19″ N, 2° 49′ 41″ E / 41.988537°N,2.828053°E  | IPA-21549     | Can Redresa (Girona) · Vegeu més fotos d'aquest monument · Carregueu una nova foto d'aquest monument                                                 |
| Can Lliure                                                  |              | Obra popular XVIII                                                    | Girona Camí del Castell de Sant Daniel                            | 41° 59′ 52″ N, 2° 51′ 21″ E / 41.997686°N,2.855730°E  | IPA-21550     | Can Lliure (Girona) · Vegeu més fotos d'aquest monument · Carregueu una nova foto d'aquest monument                                                  |
| Cementiri de Santa Eugènia                                  |              | Obra popular XIX Mitjan                                               | Girona C. Montnegre                                               | 41° 58′ 18″ N, 2° 48′ 15″ E / 41.971567°N,2.804262°E  | IPA-21402     | Cementiri de Santa Eugènia (Girona) · Vegeu més fotos d'aquest monument · Carregueu una nova foto d'aquest monument                                  |
| Escola Montfalgars                                          |              | XX Final                                                              | Girona C. Montfalgars, Santa Eugènia                              | 41° 58′ 23″ N, 2° 48′ 09″ E / 41.973099°N,2.802471°E  | IPA-21548     | Escola Montfalgars (Girona) · Vegeu més fotos d'aquest monument · Carregueu una nova foto d'aquest monument                                          |
| Molí Mas Terrats                                            |              | Obra popular XVI, XIX                                                 | Girona Font de la Pólvora                                         | 41° 58′ 37″ N, 2° 50′ 39″ E / 41.977024°N,2.844114°E  | IPA-42946     | Carregueu una nova foto d'aquest monument |
| Colomar Masia Moret                                         |              | Obra popular Medieval, XIX                                            | Girona                                                            |                                                       | IPA-42947     | Carregueu una nova foto d'aquest monument |
| Forn de calç Font dels Lleons                               |              | Obra popular XIX, XX                                                  | Girona Riera els Galligants                                       |                                                       | IPA-42990     | Carregueu una nova foto d'aquest monument |
| Edifici d'habitatges a Sant Ponç                            |              | Darreres tendències 1996-1999                                         | Girona C. de l'Esport, 3-5                                        | 41° 59′ 35″ N, 2° 49′ 16″ E / 41.992958°N,2.821237°E  | IPA-46518     | Edifici d'habitatges a Sant Ponç (Girona) · Vegeu més fotos d'aquest monument · Carregueu una nova foto d'aquest monument                            |
| Escola Oficial d'Idiomes                                    |              | Darreres tendències 1991-1994                                         | Girona C. Josep Viader i Moliner, 16                              | 41° 58′ 53″ N, 2° 48′ 43″ E / 41.981512°N,2.811848°E  | IPA-46519     | Escola Oficial d'Idiomes (Girona) · Vegeu més fotos d'aquest monument · Carregueu una nova foto d'aquest monument                                    |
| Edifici d'habitatges a Fontajau                             |              | Darreres tendències 1990-1994                                         | Girona C. Can Sunyer, 11                                          | 41° 59′ 36″ N, 2° 48′ 34″ E / 41.993258°N,2.809496°E  | IPA-46521     | Carregueu una nova foto d'aquest monument |
| Palau Municipal d'Esports de Fontajau                       |              | Darreres tendències 1991-1993                                         | Girona C. Josep Aguilera i Martí, 2                               | 41° 59′ 26″ N, 2° 48′ 38″ E / 41.990556°N,2.810556°E  | IPA-46523     | Palau Municipal d'Esports de Fontajau (Girona) · Vegeu més fotos d'aquest monument · Carregueu una nova foto d'aquest monument                       |
| Facultat de Ciències Experimentals                          |              | Darreres tendències 1996-1997                                         | Girona C. Maria Aurèlia Capmany i Farnés, 69. Campus de Montilivi | 41° 57′ 45″ N, 2° 49′ 43″ E / 41.962592°N,2.828704°E  | IPA-46527     | Facultat de Ciències (Girona) · Vegeu més fotos d'aquest monument · Carregueu una nova foto d'aquest monument                                        |
| Facultat de Ciències Econòmiques i Empresarials             |              | Darreres tendències 1988-1993                                         | Girona C. Universitat de Girona, 10. Campus de Montilivi          | 41° 57′ 42″ N, 2° 49′ 51″ E / 41.961739°N,2.830935°E  | IPA-46529     | Carregueu una nova foto d'aquest monument |
| Col·legi dels Maristes de Girona                            |              | Racionalisme 1963-1968                                                | Girona Av. de Josep Tarradellas, 5                                | 41° 58′ 50″ N, 2° 48′ 39″ E / 41.980543°N,2.810824°E  | IPA-46535     | Col·legi dels Maristes (Girona) · Vegeu més fotos d'aquest monument · Carregueu una nova foto d'aquest monument                                      |
| Palau de Justícia                                           |              | Darreres tendències 1987-1992                                         | Girona Pl. Vicens Vives                                           | 41° 59′ 13″ N, 2° 49′ 21″ E / 41.986900°N,2.822528°E  | IPA-46536     | Palau de Justícia (Girona) · Vegeu més fotos d'aquest monument · Carregueu una nova foto d'aquest monument                                           |
| Facultat de Dret                                            |              | Darreres tendències 1997-1999                                         | Girona C. Universitat de Girona, 12 - Campus de Montilivi         | 41° 57′ 42″ N, 2° 49′ 47″ E / 41.961789°N,2.829726°E  | IPA-46547     | Carregueu una nova foto d'aquest monument |